# Balair

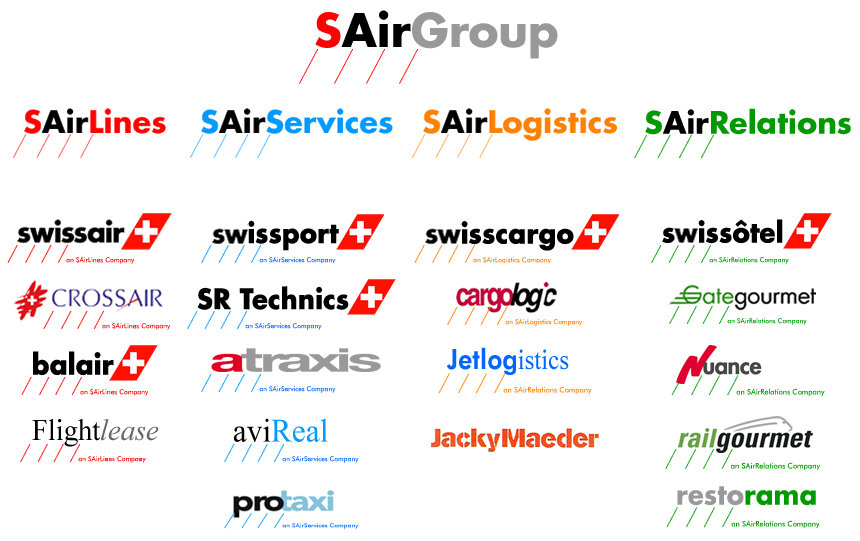
El SAirGroup

Balair (más tarde Belair) fue una aerolínea suiza con sede en Basilea. Fue renombrada BalairCTA cuando se fusionó con CTA en 1993. BalairCTA se convirtió en Belair después de la desaparición de Swissair Group en 2002. 

## Historia

### La primera Balair (1925-1931)
Basler Aviation AG - Balair fue fundada por Balz Zimmermann en 1925 en Basilea. El nombre Balair es una referencia al nombre francés de Basilea: Bâle. La primera ruta fue de Basilea a Friburgo y Mannheim. En 1929, Balair creció en el aeropuerto de Basilea, el aeropuerto más grande de Suiza, con vuelos directos a Zúrich, Ginebra, Lyon, Karlsruhe y Frankfurt. En respuesta a la Gran Depresión, Balair (con sede en Basilea) y Ad Astra Aero (con sede en Zúrich) se fusionaron el 1 de enero de 1931 para formar Swissair, con sede en Zúrich. Hasta ese momento, Balair había transportado más de 18.000 pasajeros, 320 toneladas de carga y 143 toneladas de correo. La compañía solo volaba en verano y se financiaba principalmente con subsidios federales y el transporte de correo para la oficina de correos suiza.

### El segundo Balair (1953-1993)

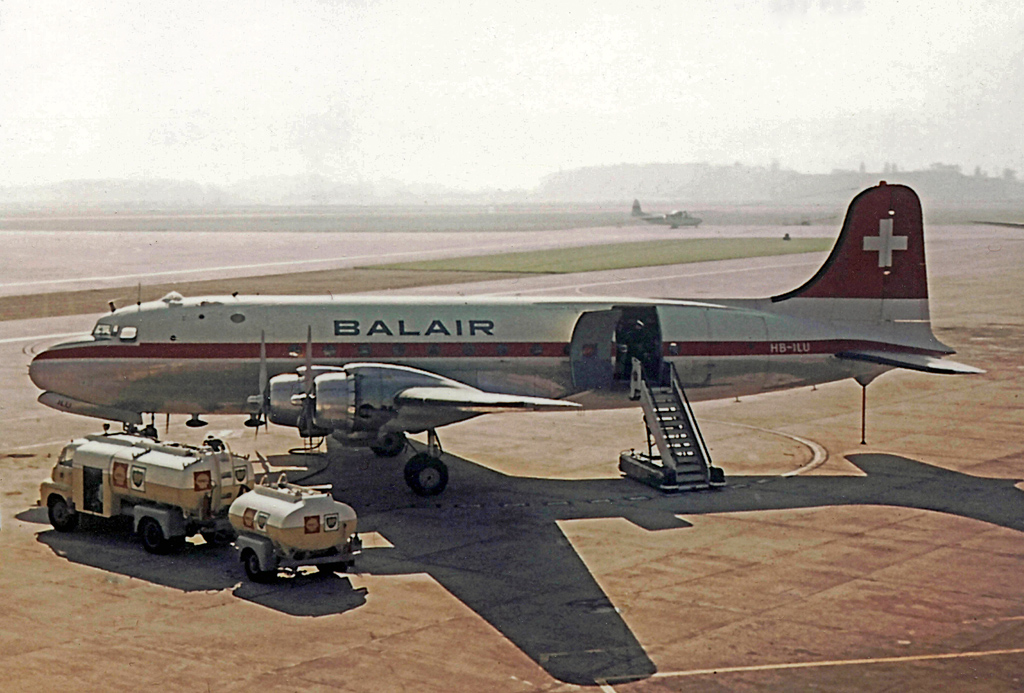
Douglas DC-4 de Balair en el aeropuerto de Mánchester (1963)

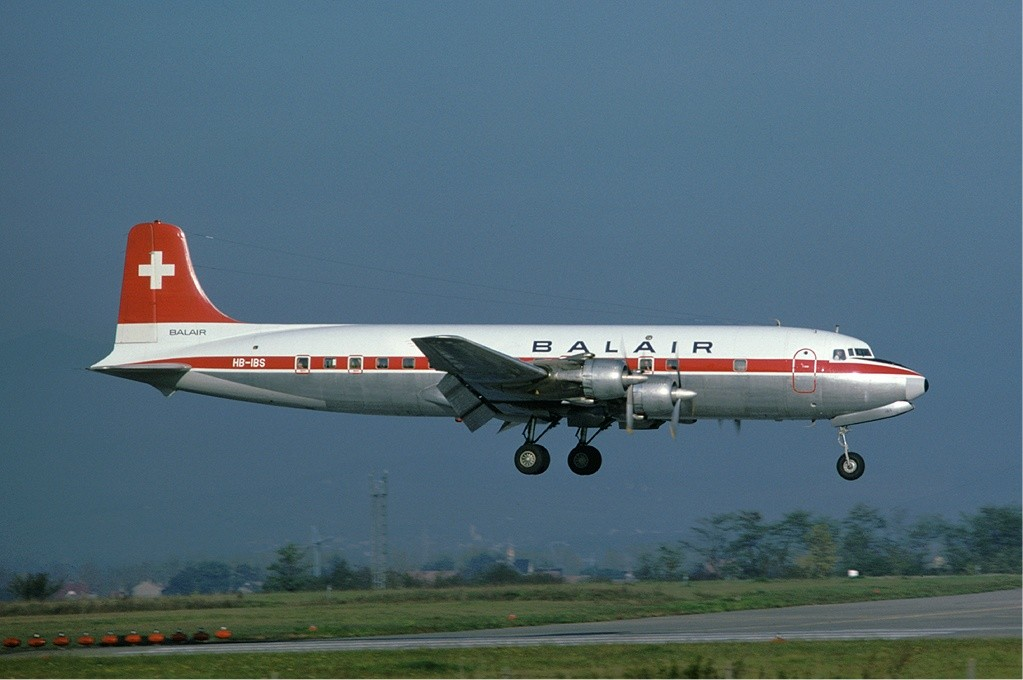
Douglas DC-6 de Balair en el aeropuerto de Basilea (1976)

Fokker F27 de Balair en el aeropuerto de Zúrich (1967)

El 5 de octubre de 1952, el electorado de Basilea votó a favor de la creación de una sociedad anónima. Poco después, en enero de 1953, se fundó el segundo Balair, y Hans Peter Tschudi fue elegido primer presidente. En sus primeros años, Balair se dedicó a la formación de vuelo, el mantenimiento y la manipulación de los aviones de Swissair en el aeropuerto de Basilea-Mulhouse. Balair entró en el negocio de los vuelos chárter con la adquisición de dos Vickers VC.1 Viking en junio de 1957. En 1959, Swissair adquirió una participación del 40% en Balair. Se añadieron dos Douglas DC-4 de Swissair a la flota y, más tarde, en 1961, entró en servicio el Douglas DC-6. 

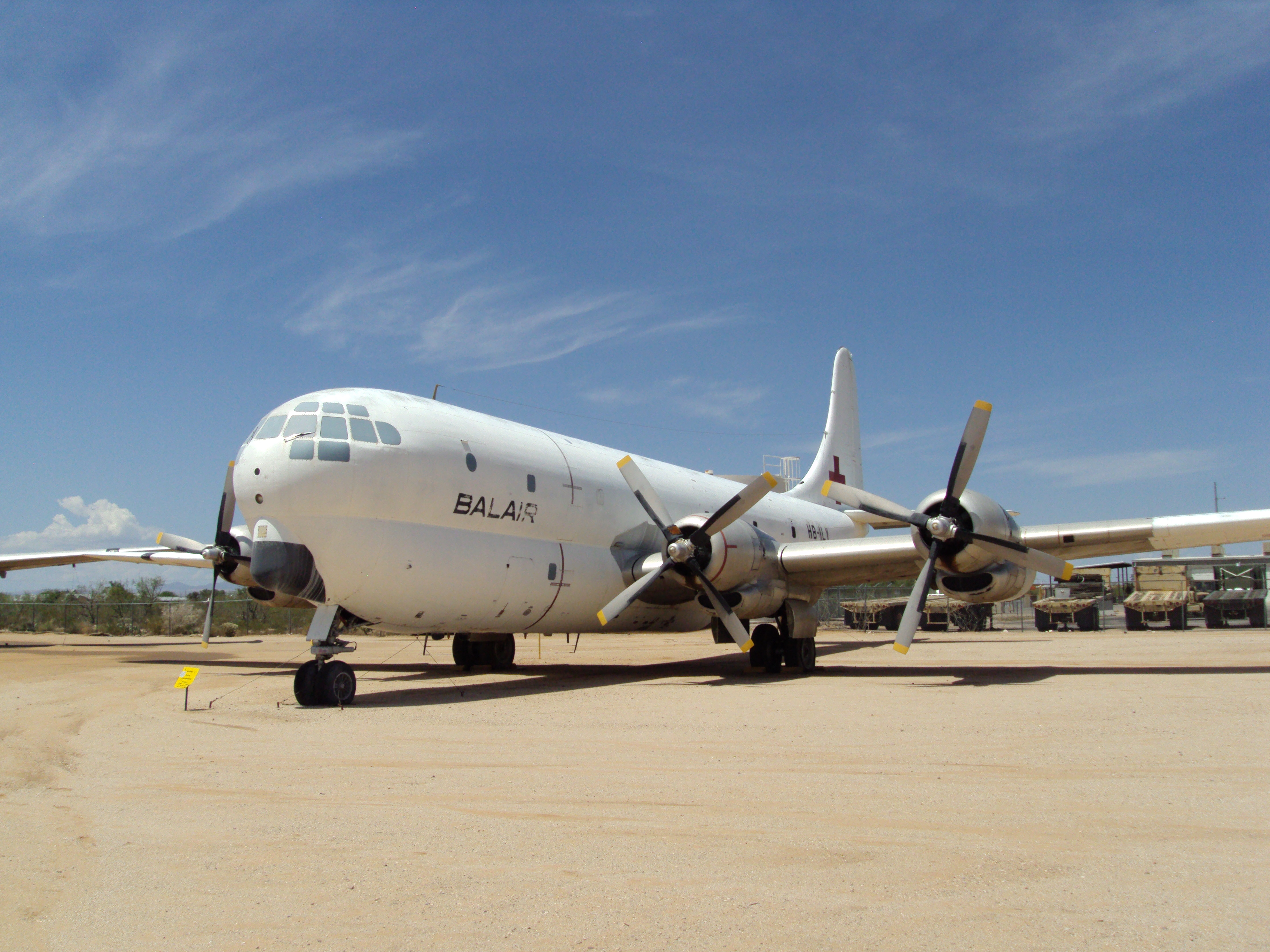
Boeing C-97 Stratofreighter de Balair que operó vuelos humanitarios de la Cruz Roja durante la guerra de Biafra (1969-1970)

Durante el puente aéreo de Biafra (1967-1971), aviones fletados a Balair, incluidos los Douglas DC-6 y un Boeing C-97 Stratofreighter, entregaron ayuda humanitaria a una pista de aterrizaje remota de Biafra en el este de Nigeria. 

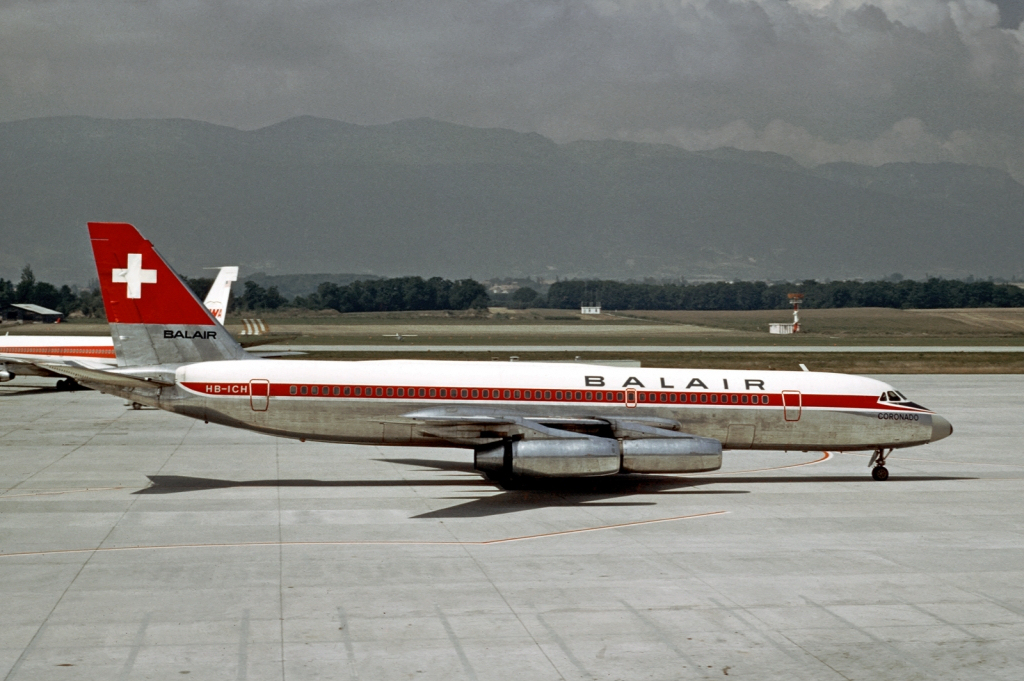
Convair 990 de Balair en el aeropuerto de Ginebra (1968)

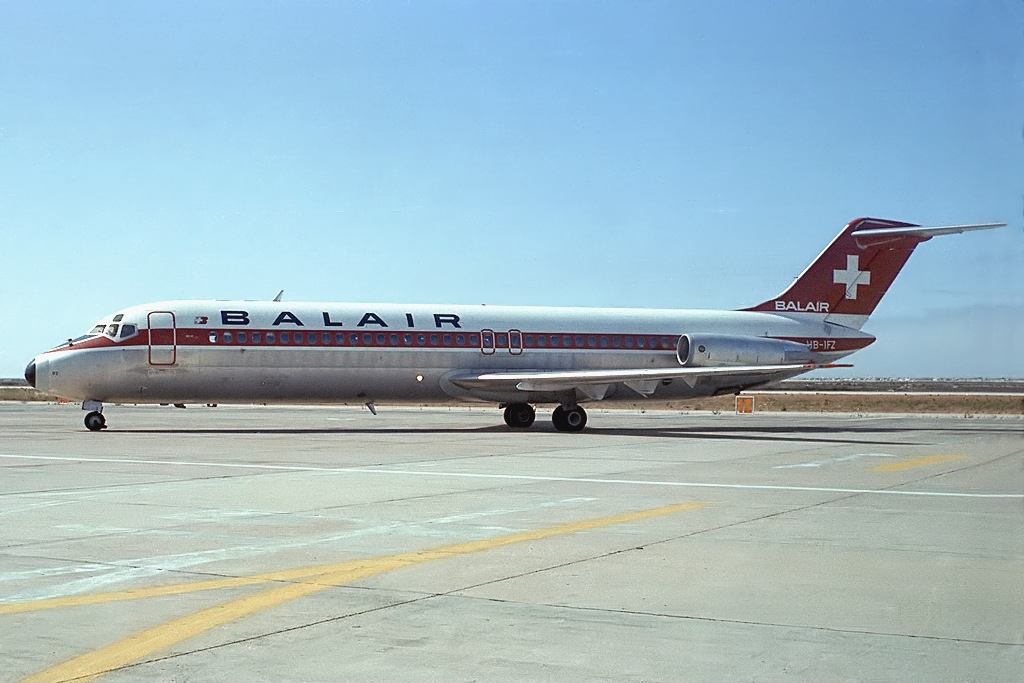
McDonnell Douglas DC-9 de Balair en el aeropuerto de Faro (1984)

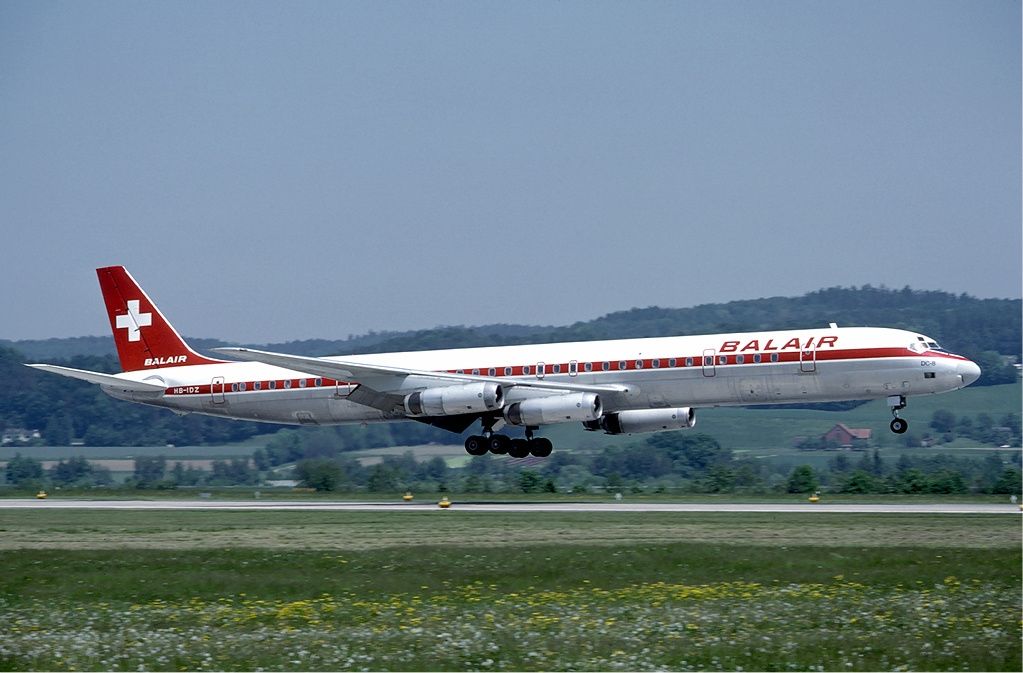
Douglas DC-8 de Balair en el aeropuerto de Zúrich (1985)

El primer avión a reacción de la aerolínea fue el Convair 990 Coronado y, después, entró en servicio el McDonnell Douglas DC-9-32, seguido por un Douglas DC-8-63CF, que voló en rutas a Colombo, Bangkok y Río de Janeiro. 

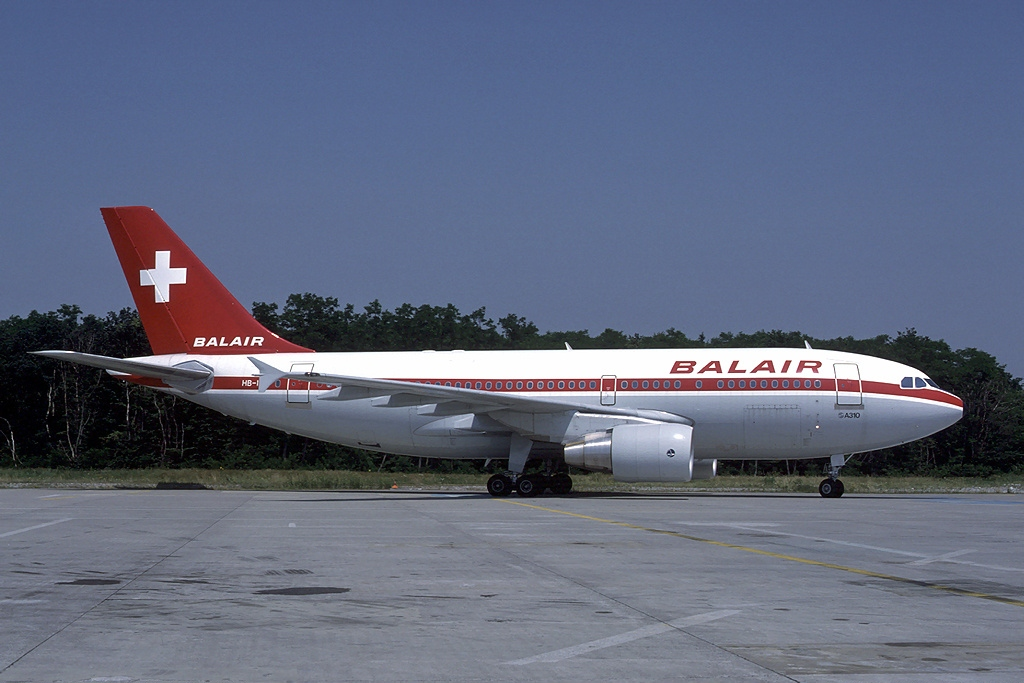
Airbus A310 de Balair en el aeropuerto de Basilea (1986)

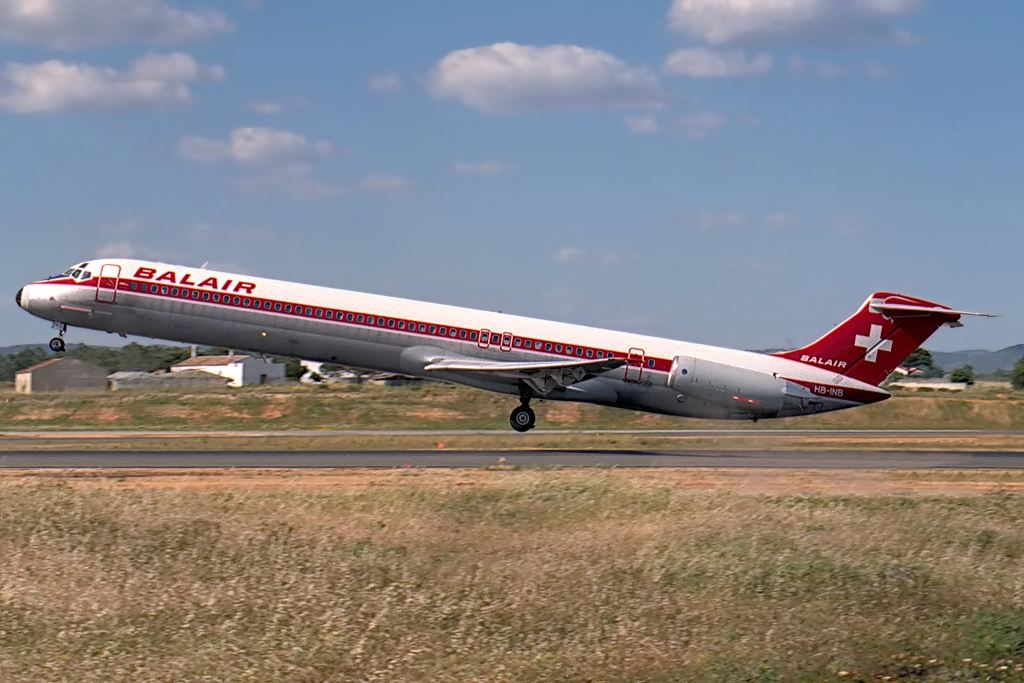
McDonnell Douglas MD-82 de Balair en el aeropuerto de Faro (1991)

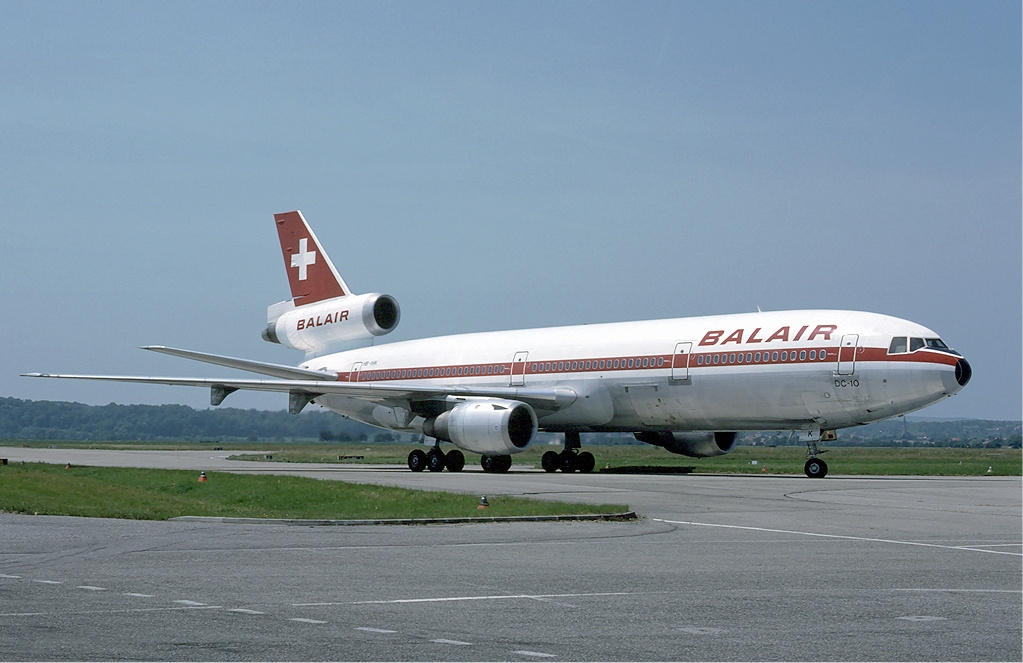
McDonnell Douglas DC-10 de Balair en el aeropuerto de Basilea (1985)

En 1979, Balair añadió un McDonnell Douglas DC-10-30 a su flota. En 1982, Balair se convirtió en una aerolínea exclusivamente a reacción y, en 1986, el Airbus A310-300 y el MD-82 eran el pilar de la flota. Más tarde, Swissair operó vuelos chárter con el nombre de Balair. En ese momento, Swissair era el propietario mayoritario. 

### BalairCTA (1993-1995)
En 1993, Balair y CTA – Compagnie de Transport Aérien se fusionaron y formaron una nueva aerolínea llamada BalairCTA. Por razones políticas, el domicilio social de la empresa estaba en Ginebra y el departamento de contabilidad en Basilea. La base operativa se trasladó a Zúrich. A pesar de la reestructuración y los despidos masivos, el negocio de vuelos chárter de Swissair no fue rentable y las operaciones finalizaron en 1995. Las operaciones de corta distancia se transfirieron a Crossair y las operaciones de larga distancia a Swissair.

### La nueva Balair (1997-2001)
En 1997, el negocio de vuelos chárter de Swissair se externalizó nuevamente y el 1 de noviembre de 1997, BalairCTA reanudó sus operaciones como subsidiaria de Swissair, volviendo a usar el nombre de Balair. En las rutas de corto y medio recorrido, dos Boeing 757-200 fueron operados exclusivamente para el operador turístico Hotelplan y sus filiales ESCO-Reise y M-Travel. El arrendatario también fue Hotelplan. Balair también tenía dos Boeing 767-300ER para operaciones de largo recorrido. Sin embargo, el nuevo Balair se vio afectado por la quiebra de Swissair. El 5 de octubre de 2001, el último vuelo de Balair aterrizó en Zúrich. Los Boeing 767 fueron devueltos al arrendador.

## Flota histórica
Balair operó las siguientes aeronaves a lo largo de su historia:
| Aeronaves                   | Total | Introducido | Retirado | Matrículas                                              |
| --------------------------- | ----- | ----------- | -------- | ------------------------------------------------------- |
| Airbus A310                 | 5     | 1983        | 1999     | HB-IPC, HB-IPK, HB-IPL, HB-IPM y HB-IPN                 |
| Beechcraft King Air         | 1     | 1965        | 1970     | HB-GBK                                                  |
| Boeing 757-200              | 2     | 2000        | 2001     | HB-IHR y HB-IHS                                         |
| Boeing 767-300ER            | 4     | 1999        | 2002     | HB-IHT, HB-IHU, HB-IHV y HB-IHW                         |
| Boeing C-97 Stratofreighter | 1     | 1970        | 1970     | HB-ILK                                                  |
| Convair 990 Coronado        | 1     | 1968        | 1971     | HB-ICH                                                  |
| Douglas DC-3                | 1     | 1967        | 1974     | HB-ITD                                                  |
| Douglas DC-4                | 5     | 1959        | 1969     | HB-ILD, HB-ILC, HB-ILB, HB-ILA y HB-ILU                 |
| Douglas DC-6                | 5     | 1962        | 1982     | HB-IBU, HB-IBZ, HB-IBR, HB-IBS y HB-IBT                 |
| Douglas DC-8                | 3     | 1971        | 1985     | HB-IDU, HB-IDH y HB-IDZ                                 |
| Fokker F27 Friendship       | 7     | 1964        | 1996     | HB-AAI, HB-AAU, HB-AAZ, HB-AAV, HB-AAW, HB-AAX y HB-AAZ |
| McDonnell Douglas DC-9      | 3     | 1970        | 1988     | HB-IDN, HB-IFZ y HB-IDT                                 |
| McDonnell Douglas DC-10     | 1     | 1979        | 1992     | HB-IHK                                                  |
| McDonnell Douglas MD-82     | 2     | 1982        | 1995     | HB-INB y HB-INR                                         |
| McDonnell Douglas MD-83     | 5     | 1992        | 1995     | HB-IUK, HB-IUL, HB-INW, HB-IUI y HB-ISZ                 |
| McDonnell Douglas MD-87     | 4     | 1988        | 1995     | HB-IUA, HB-IUB, HB-IUC y HB-IUD                         |
| Mitsubishi MU-2             | 1     | 1968        | 1968     | HB-LEB                                                  |
| Transall C-160              | 1     | 1968        | 1970     | HB-ILN                                                  |
| Vickers VC.1 Viking         | 2     | 1957        | 1963     | HB-AAR y HB-AAN                                         |